# Jan Băleanu
Jan Băleanu – oficer cesarskiej i królewskiej Armii.

## Życiorys
Pochodził z Siedmiogrodu. Był wyznania prawosławnego. Według relacji ks. Józefa Panasia był Chorwatem, aczkolwiek jego pochodzenie oraz zapis nazwiska wskazują, że mógł być pochodzenia rumuńskiego.
Został zawodowym wojskowym c. i k. Armii. W piechocie został mianowany podporucznikiem z dniem 1 września 1909. Służył w szeregach 43 Węgierskiego pułku piechoty w Fehértemplom, gdzie od około 1913/1914 pełnił funkcję adiutanta batalionu. Został awansowany na porucznika piechoty z dniem 1 maja 1914. Podczas I wojny światowej pozostawał oficerem pułku piechoty nr 43 od 1914 do 1918. Pod koniec września 1914 został ranny. W styczniu 1916 otrzymał najwyższe pochwalne uznanie. Otrzymał awans na stopień kapitana piechoty z dniem 1 sierpnia 1916. Około 1917/1918 z macierzystego pułku był przydzielony do c. i k. Sztabu Generalnego.
Na początku 1918 jako kapitan przydzielony do Sztabu Generalnego był oficerem służbowym przy Komendzie Grupy FML Ferdynanda Kosaka w Czerniowcach, której podlegał Polski Korpus Posiłkowy. Po przekroczeniu przez polskich legionistów frontu pod Rarańczą w połowie lutego 1918 został wysłany przez ww. zwierzchnika z patrolem (w tym m.in. z por. Szymonem Żarnowiczem) w rejon wsi Mamajowce celem weryfikacji położenia legionistów. 15 lutego 1918 na wschodnim krańcu wsi Mamajowce wraz z patrolem usiłował zatrzymać legionistów, maszerujących w celu połączenia z I Korpusem Polskim w Rosji (dowodzonym przez gen. Józefa Dowbor-Muśnickiego), po czym sam ze swymi żołnierzami został przez legionistów aresztowany i rozbrojony (w trakcie zdarzenia został uderzony szpicrutą w twarz przez księdza kapelana Józefa Panasia). Następnie był eskortowany przez chor. Emila Charzewskiego (w tym czasie miał obiecywać temuż zarekwirowany wcześniej pojazd w zamian za uwolnienie). Wkrótce potem polscy legioniści zostali zatrzymani przez wojska austriackie, a w Czerniowcach Băleanu planował powieszenie ks. Panasia za uczynioną mu przez niego wcześniej zniewagę. Następnie brał udział w śledztwie prowadzonym wobec polskich legionistów. Potem, latem 1918 uczestniczył w procesie polskich legionistów w Marmaros-Sziget. Oskarżony był m.in. ksiądz Panaś o wystąpienie wraz z innymi legionistami przeciw wkraczającym oficerom por. Janowi Schillingowi i kpt. Janowi Băleanu, przeciw którym użył broni, rozbroił dowodzone przez ostatniego patrole i pozbawił żołnierzy austriackich orderów. W dziewiątym dniu procesu około 18 sierpnia 1918 zeznający przed sądem kpt. Băleanu wskazał ks. Panasia jako sprawcę rozbrojenia z 15 lutego (duchowny zaprzeczył temu) oraz chor. Charzewskiego jako eskortującego (tenże przyznał się).

## Ordery i odznaczenia
- Order Korony Żelaznej 3 klasy z dekoracją wojenną i z mieczami (1917)[33][12]
- Krzyż Zasługi Wojskowej 3 klasy z dekoracją wojenną (przed 1917)[11] i z mieczami (przed 1918)[12]
- Srebrny Medal Zasługi Wojskowej na wstążce Krzyża Zasługi Wojskowej (przed 1917)[11] i z mieczami (przed 1918)[12]
- Brązowy Medal Zasługi Wojskowej na wstążce Krzyża Zasługi Wojskowej (przed 1916)[10] i z mieczami (przed 1918)[12]
- Krzyż Pamiątkowy Mobilizacji 1912–1913 (przed 1914)[8]